# FK Metta
FK Metta, 2006-2018 FS METTA/Latvijas Universitāte (łot. Futbola skola „METTA”/Latvijas Universitāte) – łotewski klub piłkarski, grający w Virslīga, mający siedzibę w stolicy kraju mieście Rīga.

## Historia
Chronologia nazw:
- 2006: FS METTA
- od 2007: FS METTA/Latvijas Universitāte
- od 2019: FK Metta

Klub został oficjalnie założony 2 maja 2006 roku jako FS METTA, chociaż już uczestniczył w rozgrywkach juniorskich od 2000 roku. W 2007 roku FS METTA i Uniwersytet Łotwy zorganizowały wspólny zespół, który pod nazwą FS METTA/Latvijas Universitāte debiutował w drugiej lidze. Następne pięć sezonów zespół występował w drugiej lidze. W sezonie 2011 zdobył mistrzostwo ligi i awansował do pierwszej ligi.

## Sukcesy

### Trofea międzynarodowe
Nie uczestniczył w rozgrywkach europejskich (stan na 31-05-2012).

### Trofea krajowe
| \| \| Zdobyte trofea w rozgrywkach Łotwy (stan na: 31-12-2012) \| |                                                          |      |                                    |
| Rozgrywki                                                         | Osiągnięcie                                              | Razy | Sezon(y)                           |
| Mistrzostwo                                                       | I miejsce                                                | 0    |                                    |
| Mistrzostwo                                                       | II miejsce                                               | 0    |                                    |
| Mistrzostwo                                                       | III miejsce                                              | 0    |                                    |
| Mistrzostwo                                                       | 8. miejsce                                               | 1    | 2012                               |
| · Puchar                                                          | zdobywca                                                 | 0    |                                    |
| · Puchar                                                          | finalista                                                | 0    |                                    |
| · Puchar                                                          | 1/8 finału                                               | 6    | 2007, 2008, 2009, 2010, 2011, 2012 |
| II liga                                                           | I miejsce                                                | 1    | 2012                               |
| II liga                                                           | II miejsce                                               | 0    |                                    |
| II liga                                                           | III miejsce                                              | 0    |                                    |
| Łotwa                                                             | Zdobyte trofea w rozgrywkach Łotwy (stan na: 31-12-2012) |      |                                    |

## Stadion
Klub rozgrywa swoje mecze domowe na stadionie Arkādija w Rydze, który może pomieścić 460 widzów.

## Skład
Na 10 sierpnia, 2018.
| Nr | Poz. | Piłkarz               |
| -- | ---- | --------------------- |
| 1  | BR   | Dmitrijs Grigorjevs   |
| 2  | OB   | Dāvis Sandis Strods   |
| 3  | OB   | Usmans Abass          |
| 4  | OB   | Kirils Ševeļovs       |
| 5  | PO   | Dāvis Indrāns         |
| 6  | PO   | Eduards Emsis         |
| 8  | PO   | Takumi Mijadzaki      |
| 9  | NA   | Ņikita Ivanovs        |
| 10 | NA   | Adamu Abdullahi       |
| 11 | NA   | Konstantīns Fjodorovs |
| 13 | OB   | Krists Gulbis         |
| 14 | PO   | Rihards Ozoliņš       |

| Nr | Poz. | Piłkarz              |
| -- | ---- | -------------------- |
| 15 | OB   | Rendijs Šibass       |
| 16 | NA   | Renārs Varslavāns    |
| 17 | NA   | Artūrs Švalbe        |
| 19 | NA   | Gatis Kalniņš (C)    |
| 20 | NA   | Aivars Emsis         |
| 22 | OB   | Kabelo Seriba        |
| 23 | NA   | Vladislavs Fjodorovs |
| 24 | BR   | Dāvis Ošs            |
| 25 | OB   | Abrahams Ašrifī      |
| 26 | PO   | Roberts Ralfs Gudēns |
| 27 | OB   | Emīls Birka          |